# シャイニングブレイド
シャイニングブレイドは、2009年にアトリエ彩から発売されていた、オリジナルメカアクションフィギュアシリーズ。

## 概要
2009年4月に発売のアトリエ彩より発売された、西洋鎧とロボットを融合させたようなデザインのオリジナルメカ。メーカーの倒産などもあり、シリーズは1年程度で終了した。原型制作は櫻井浩一が担当している。ナイトのフレームは全て全高約110mm程度の共通の素体で、色と肩アーマーや頭部のデザイン、武器類で各機体の個性を出している。アーマーの各部にはジョイント用の穴が開いており、またジョイント各部が共通しているので、各部パーツや武器を組み替えられる。手首は武器持ち手・握り拳・平手の3種類が付属している。ガレージキットを除き、本体がPVC、武器がABS、関節がPOM製。各機体にはそれぞれ固有色があり、塗装は全てメタリック（白はパールホワイト）で、質感も塗り分けも非常に美しい。カラーバリエーションとして、シルバーにゴールドラインとなっている古代遺跡カラーのインペリアルナイトバージョンがある。なお、こういったトレーディングフィギュアでのカラーバリエーションは、黒1色に一部挿し色を入れただけのブラックバージョンなど、コストを考慮してか通常版に比べて塗り分けが少なくなる傾向にあるが、本商品は通常版より塗り分けが細かくなっている。各関節が動くアクションフィギュアとなっており、様々なシチュエーションやシーンを再現できる。肩、肘、股関節、膝、足首は2軸が打ってある球体ジョイント、首、手首はボールジョイント、胸は上下をダブルボールジョイントで接続、腰にロール軸がある。販売形式には3種類あり、トレーディングフィギュア版、ブリスターパック版、ガレージキット版となっている。パッケージCGイラストはマーシーラビットが担当しており、製品サンプルを撮影して使用したデジラマとなっている。

## ストーリー
太古の昔『神』による争いがあり、神々は鋼鉄の騎神である「ナイトフレーム」インペリアルナイトバージョンを使っていた。長い時が経ち、人間たちが遺跡からナイトフレームを発掘し、それらを駆使して戦う「炎の時代」が幕を開ける、というトイオリジナルの展開でメカ×ファンタジーの世界が綴られていく独自シリーズである。ある程度の公式設定はあるが、ユーザーが自分で想像できる部分が多い。

## ナイトフレーム

### トレーディングフィギュア版
ブラインドボックス仕様のトレーディングフィギュアタイプの商品で、1パッケージにフィギュア1体と武器1種類が入っている。武器の塗装は、ブラインドガーディアンとガンマレイ以外は、シルバー1色となっている。また、この2体のみ盾を持っている。アトリエ彩の直販では、1BOX購入すると専用スタンド1つが特典として付属した。

#### 第1弾
4種のカラー版とインペリアルナイト版の全8種がラインナップされた。パッケージイラストはメイン1体だけでなく、小さく残り3体も写っている。2009年4月発売。各945円。
ブラインドガーディアン
白色のナイトフレームで、羽を生やした女神を模した盾とエクスカリバーに似た剣。白い機体に金縁と正統な騎士イメージ。剣のホルダーパーツが付属し、通常は背中にマウントする。腿アーマーにパーツを付け、剣をサムライポジションにさせることなども可能。商品パッケージにもメインで写っており、主役騎ポジションである。
バルフレア
赤色のナイトフレームで、武器は戦斧。戦斧は、パッケージでは1本しか装備していないが、製品には2本付属している。肩アーマーと頭部に大きな角があり、他と同じフレームでありながら、マッシブな印象となっている。
アークエネミー
青色のナイトフレームで、武器は身長以上の長さがあるトライデント。トライデントの先端はもの凄くシャープになっており、梱包状態では3つの刃先全てにカバーがかかっている。流線型の肩アーマーと尖った頭部を持つデザインとなっている。
ライジングフォース
緑色のナイトフレームで、腕にボウガン状の武器を装備している。武器のボウガンは、展開が可能となっている。装飾が全機体中一番シンプルで身軽。

#### 第2弾
4種のカラー版とインペリアルナイト版の全8種がラインナップされた。パッケージイラストはメイン1体だけでなく、小さく残り3体も写っている。2009年7月発売。各945円。
クラウドナイン
桃色のナイトフレームで、武器は大剣。頭部から伸びたブレード状パーツが特徴。本騎の塗装は、若干精度が低く、乾燥する前に次の色を重ねたように、足首や腕の銀色の部分がメインカラーのピンクがまだらに滲んで薄ピンクになっていた。ロードベリアルの銀色も、同様の傾向が見られた。
ガンマレイ
黒色のナイトフレームで、武器は刀で両腕に小型の楯を標準装備している。第2弾の製品パッケージのメインで写っており、第1弾のブラインドガーディアンの宿敵騎ポジションである。
グレイブディガー
橙色のナイトフレームで、武器は大鎚。
ロードベリアル
紫色のナイトフレームで、武器はサキュバスの装飾の施された大鎌で、刃の部分がサキュバスの羽となっている。ジョーカーのような頭部となっている。

### ブリスターパック版
DX仕様で、1パッケージにフィギュア1体と武器1種類が入っている。トレーディングフィギュアタイプの商品よりも、翼などのパーツ数が多くなっている。
エクスミリオン
2009年4月発売。3,000円。金色のナイトフレームで、トレーディングフィギュアタイプに比べると、巨大な翼と、前腕、腰、脹脛部にアーマーが追加されている。背中の翼はエターナルウイングといい、基部と中間1箇所にジョイントが仕込まれており、独立して可動し、開閉が可能となっている。通常、両腕のアーマーに装着されている双剣は、取り外して腕に持たせることができる。また、双剣は専用の持ち手に連結させて、槍状の武器にすることも可能となっているが、専用持ち手は右手用のみしか付属しない。翼や追加アーマーは、軸径やジョイントが共通なので、他の機体にも取付けが可能。宮沢模型限定版の覚醒Ver.ゴールドカラーと、通常版インペリアルナイトVer.シルバーカラーがある。

### ガレージキット版
トレーディングフィギュア版とは異なり、PVCでは再現しにくかった機体表面に、ガレージキットならではのハイディテール表現、形状を追加している。追加武器・アーマーを付属させた完全新規造形の未塗装組立のレジンキャスト製組立キット。ジョイントも組み立て式となっている。4種が一般販売、1種がイベント限定販売となった。4種は通販サイトあみあみ限定版として、ジョイントが付属せず可動しない、廉価版のポーズ固定モデルが各3,000円で販売された。
ブラインドガーディアン・ハイペリオン
2009年8月発売。6,000円。ブラインドガーディアン本体の各所に、トレーディングフィギュア版になかった細かい装飾が施されている。また、頭部に辮髪、腰にアーマーが追加されている。武装も変更されており、剣も大型に、盾も2枚を上下に繋げ大型化している。試作段階では、肩、胸、剣、頭、盾にクリアキャストが使われていたが、製品版ではクリアではなくなった。
ガンマレイ・ヴェスタ
2009年8月発売。6,000円。ガンマレイ本体の各所に、トレーディングフィギュア版になかった細かい装飾が施されている。また、腰にアーマーが追加されている。武装も変更されており、持ち方が変更となっている。更に、2種の大剣が追加されており、背中に装備することで、翼のようになる。
アグレシオン（団長騎）
2009年8月発売。5,000円。苔色のナイトフレームで、量産機である。一般騎との違いは、頭部と武器のみである。武器は、長剣×1、盾×2、短剣×2。
アグレシオン（一般騎）
2009年8月発売。5,000円。苔色のナイトフレームで、量産機である。武器は、ハルバード×1、盾×2、斧×2。
クローミング・ローズ
2010年2月7日発売。金色のナイトフレームで、エクスミリオンとほぼ同様に追加パーツが配置されており、実質的にはDX第2弾であり、かつシリーズの最終商品であった。背中には翼ではなく日輪を思わせるバインダーを装備し、武装はバスターソードと大型シールドを装備している。2010年2月7日開催のワンダーフェスティバル2010[冬]にディーラー名「グランズ」名義で、改造パーツセット「ゴールドカラー」「シルバーカラー」が、各5,000円で販売された。それぞれ金と銀のレジン製で、セットは追加パーツのみなので、組み立てるには別途本体が必要であった。クローミング・ローズの公式サンプルは、ブラインドガーディアン・ハイペリオンにゴールドカラーを装備したものとなっていた。シルバーカラーは通常版のガンマレイに装備したものとなっており、頭部もガンマレイのままであった。会場では、ゴールド、シルバーの両方を購入すると先着20名に、デュエルメイドシリーズの箱絵も担当していたきみづか葵による、クローミング・ローズと姫騎士システィーナのイラストが描かれた特製クリアファイルがプレゼントされた。